# Carrah
Carrah Montadora de Veículos Ltda. ist ein brasilianischer Hersteller von Automobilen.

## Unternehmensgeschichte
Das Unternehmen wurde 1984 in Fortaleza gegründet. 1990 begann die Produktion von Automobilen. Der Markenname lautet Musari.

## Fahrzeuge
Das einzige Modell ist ein VW-Buggy. Auf einen Rohrrahmen wird eine offene Karosserie aus Fiberglas montiert, die Platz für vier Personen bietet. Hinter den vorderen Sitzen ist ein breiter Überrollbügel, der mit einer Strebe mit dem Rahmen der Windschutzscheibe verbunden ist. Ein luftgekühlter Vierzylinder-Boxermotor im Heck treibt die Hinterräder an.
Modellpflege führte 2012 zur Einführung von zwei Türen.